# Gola Gokarannath
Gola Gokarannath é uma cidade e um município no distrito de Kheri, no estado indiano de Uttar Pradesh.

## Demografia
Segundo o censo de 2001, Gola Gokarannath tinha uma população de 53,832 habitantes. Os indivíduos do sexo masculino constituem 53% da população e os do sexo feminino 47%. Gola Gokarannath tem uma taxa de literacia de 68%, superior à média nacional de 59.5%: a literacia no sexo masculino é de 73% e no sexo feminino é de 62%. Em Gola Gokarannath, 14% da população está abaixo dos 6 anos de idade.